# Harold Budd

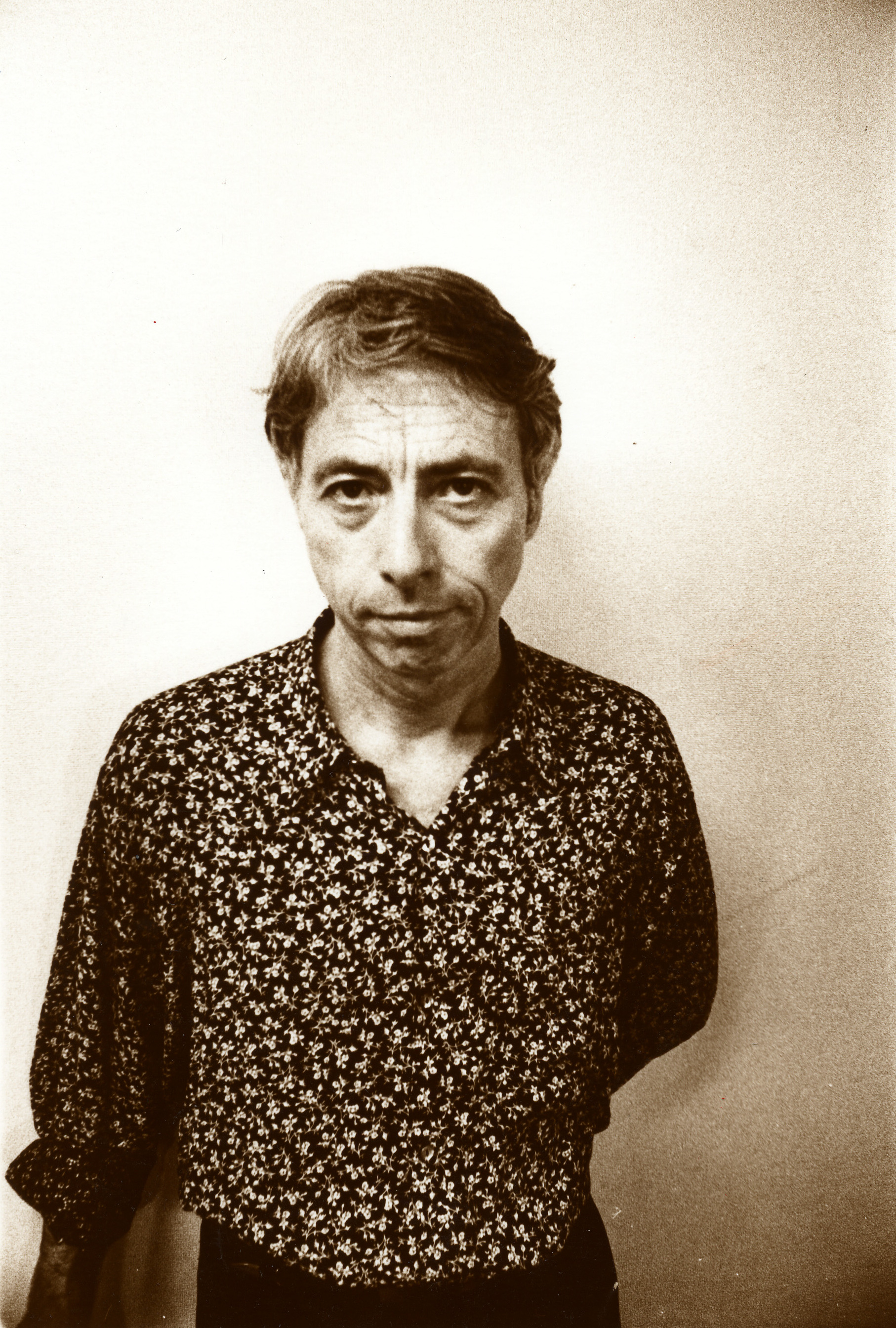
Harold Budd

Harold Montgomery Budd (* 24. Mai 1936 in Los Angeles; † 8. Dezember 2020 in Arcadia, Kalifornien) war ein amerikanischer Pianist, Komponist und Dichter. laut.de zufolge war er „einer der wichtigsten Künstler des Ambient.“ Er arbeitete auch mit Brian Eno und den Cocteau Twins.

## Leben und Wirken
Budd, der in der Mojave-Wüste aufwuchs, musizierte während seines Wehrdiensts mit dem Freejazz-Pionier Albert Ayler. 1966 absolvierte er sein Kompositionsstudium bei Ingolf Dahl an der University of Southern California. Angeregt durch John Cage und Morton Feldman begann er mit unbestimmter Improvisation zu experimentieren und beschäftigte sich in seinem kompositorischen Schaffen zunächst mit graphischer Notation. Zwischen 1966 und 1970 gestaltete er seine Kompositionen im Sinne des Minimalismus immer sparsamer und arbeitete mit leise dröhnenden Basspfeifen oder lang ausgedehnten Gongtönen und einem Minimum an Instruktionen für die Musiker.
1970 hatte er diese Formensprache erkundet und kam in eine Schaffenskrise; er begann am California Institute of the Arts zu lehren, wo er bis 1976 blieb. Für ein Universitätsfestival schrieb er 1972 das Stück Madrigals of the Rose Angel (für Harfe, E-Piano, Celesta, Perkussionsinstrumente und Frauenchor); er selbst wirkte als Pianist mit. Während der nächsten Jahre schrieb er die Kompositionen für das Album The Pavilion of Dreams, auf dem er sich mit lange angehaltenem Pedalspiel beschäftigte. Zwei Jahre später erarbeitete er gemeinsam mit Brian Eno (und Gitarrist Eugene Bowen) das Album Ambient 2: The Plateaux Of Mirrors, dem später zwei weitere gemeinsame Alben folgten.
In den 1980er Jahren kam es auch zu Kooperationen mit Robin Guthrie und weiteren Musikern von Cocteau Twins, mit denen er The Moon and the Melodies und The White Arcades aufnahm. Auf seinem Album By the Dawn’s Early Light von 1991 kombinierte Budd gesprochene Gedichte mit seiner Musik; auf She Is a Phantom beschäftigt er sich weiter mit dieser Synthese. Daneben arbeitete er auf Music for Three Pianos mit den Pianisten Ruben Garcia und Daniel Lentz zusammen. 1994 folgt wieder eine Aufnahmen mit gesprochenen Gedichten. 1994 entstand gemeinsam mit Andy Partridge von XTC auch das Album Through The Hills. Auf dem Album The Room (2000) kehrte er wieder zum Minimalismus zurück. 2003 nahm Daniel Lanois jenseits der Studioatmosphäre La Bella Vista auf.
2004 kam Budd zu dem Schluss, dass er musikalisch alles gesagt habe, und er nun nicht mehr komponieren werde. Seine zunächst letzte Arbeit Avalon Sutra / As Long As I Can See My Breath erschien 2005. Dennoch kam es zu weiteren Veröffentlichungen früherer und späterer Aufnahmen, etwa dem Album Perhaps, das er im Gedenken an seinen Kollegen James Tenney einspielte, und zur Unterzeichnung eines neuen Plattenvertrags.
2012 wurde Budd beim Festival Other Minds in San Francisco gewürdigt.
Harold Budd starb an den Folgen einer SARS-CoV-2-Infektion. Vier Tage vor seinem Tod erschien das Album Another Flower, gemeinsam mit Robin Guthrie erarbeitet. Es schließt an das erfolgreiche Album Bordeaux an, das von den beiden Künstlern im Jahr 2011 vorgelegt wurde. Another Flower entstand im Jahr 2013 im privaten Studio von Robin Guthrie in Frankreich. Es handelt sich um psychedelische, durchaus minimalistische Klänge ohne Vocals.

## Stilistik
Charakteristisch für die meisten Werke von Budd sind „seine dahin schwebenden ruhigen Sounds. Die Melodien und verschiedenen Klangfarben sind genau aufeinander abgestimmt.“ Teilweise greift er auch auf fremde Musikkulturen zurück, wie zum Beispiel die Skalen indonesischer Gamelanmusik. „Nicht nur elektronische Klänge, sondern in großem Maße auch akustische Instrumente kommen in seinen Stücken zum Einsatz.“

## Diskografie
Studioalben
- The Oak of the Golden Dreams / Coeur D’Orr (1970) Advance Recordings
- The Pavilion of Dreams (1978) E.G. Records
- Harold Budd/Brian Eno Ambient 2: The Plateaux of Mirror (1980) E.G. Records
- The Serpent (In Quicksilver) (1981) Cantil
- Harold Budd/Brian Eno The Pearl (1984) E.G. Records
- Abandoned Cities (1984) Cantil
- Harold Budd / Elizabeth Fraser / Robin Guthrie / Simon Raymonde The Moon and the Melodies (1986) 4AD
- Lovely Thunder (1986) E.G. Records
- The White Arcades (1988) Opal Records
- By the Dawn’s Early Light (1991) Opal Records mit Bill Nelson, B. J. Cole, Susan Allen
- Harold Budd/Ruben Garcia/Daniel Lentz Music for Three Pianos (1992) All Saints Records
- Brian Eno/Daniel Lanois/Michael Brook/Roger Eno/Laraaji/Harold Budd/John Paul Jones/Misha Mahlin & Lydia Theremin Music for Films III (1993) All Saints Records
- Harold Budd with Zeitgeist She Is a Phantom (1994) New Albion[7]
- Harold Budd/Andy Partridge Through the Hill (1994) All Saints Records
- Luxa (1996) All Saints Records
- Harold Budd, Daniel Lentz & Jessica Karraker Walk into My Voice: American Beat Poetry (1996) Materiali Sonori
- The Room (2000) Atlantic Records
- Harold Budd, Bill Nelson & Fila Brazillia Three White Roses & A Budd (2002) Twentythree Records
- La Bella Vista (2003) Shout Factory
- Avalon Sutra / As Long as I Can Hold My Breath (2004) Samadhi Sound
- Harold Budd/Robin Guthrie Mysterious Skin – Music from the Film (2005) Commotion Records/Rykodisc
- Eraldo Bernocchi/Harold Budd Music for ›Fragments from the Inside‹ (2005) Sub Rosa
- Harold Budd/Robin Guthrie After the Night Falls (2007) Darla Records
- Harold Budd/Robin Guthrie Before the Day Breaks (2007) Darla Records
- Harold Budd/Clive Wright A Song for Lost Blossoms (2008) Darla Records
- Harold Budd/Clive Wright Candylion (2009) Darla Records
- Harold Budd/Clive Wright Little Windows (2010) Darla Records
- Harold Budd/Robin Guthrie Bordeaux (2011) Darla Records
- In the Mist (2011) Darla Records
- Bandits of Stature (2012) Darla Records
- Jane 1–11 (2013) Darla Records
- Jane 12–21 (2014) Darla Records
- Harold Budd/Robin Guthrie White Bird in a Blizzard (2014) Lakeshore Records
- John Foxx / Harold Budd / Ruben Garcia Nighthawks (2015) Metamatic
- Luxa. (2018).
- Harold Budd/Robin Guthrie Another Flower (2020) Darla Records

Live-Aufnahmen
- Agua (1989) Opal Records
- Jah Wobble’s Solaris Live in Concert (2002) 30 Hertz Records mit Graham Haynes, Jaki Liebezeit, Bill Laswell
- Harold Budd/John Foxx Translucence/Drift Music (2003) Edsel Records
- Perhaps (2007) Samadhisound
- Harold Budd/Robin Guthrie/Eraldo Bernocchi Winter Garden (2011) RareNoiseRecords

Kompilationen
- Wind in Lonely Fences 1970–2011 (2013) All Saints Records mit Cocteau Twins, Robin Guthrie, John Foxx & Brian Eno
- Buddbox (2013) All Saints Records